# Tárkány, Komárom-Esztergom
Tárkány  este un sat în districtul Kisbér, județul Komárom-Esztergom, Ungaria, având o populație de 1.579 de locuitori (2011). 

## Demografie
Componența etnică a satului Tárkány
     Maghiari (91,17%)
     Romi (8,31%)
     Alții (0,52%)
Componența confesională a satului Tárkány
     Romano-catolici (53,77%)
     Fără religie (10,51%)
     Reformați (9,12%)
     Necunoscută (26,28%)
     Luterani (0,32%)
     Alte religii (0,25%)
Conform recensământului din 2011, satul Tárkány avea 1.579 de locuitori. Din punct de vedere etnic, majoritatea locuitorilor (91,17%) erau maghiari, cu o minoritate de romi (8,31%).  Din punct de vedere confesional, majoritatea locuitorilor (53,77%) erau romano-catolici, existând și minorități de persoane fără religie (10,51%) și reformați (9,12%). Pentru 26,28% din locuitori nu este cunoscută apartenența confesională.